# Alan Gregov
Alan Gregov (Zara, 1º aprile 1970) è un ex cestista croato, fino al 1991 jugoslavo.

## Carriera
Con la Croazia ha disputato i Giochi olimpici di Barcellona 1992, i Campionati mondiali del 1994 e due edizioni dei Campionati europei (1993, 1995).

## Palmarès
- Coppa di Croazia: 2

Cibona Zagabria: 1995, 1996
- Supercoppa polacca: 1

Śląsk Breslavia: 1999